# Flycatcher (radar)

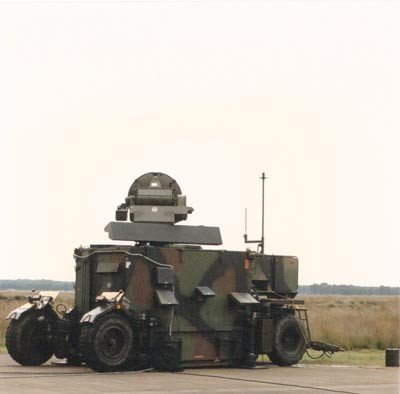
HSA KL/MSS-6720 Flycatcher vuurleidingsradar, 1991

De Flycatcher (officiële aanduiding: HSA KL/MSS-6720) is een mobiele vuurleidingsradar voor de luchtverdediging op korte afstand. Het systeem werd in de jaren 1970 ontwikkeld en gebouwd door Hollandse Signaalapparaten in Hengelo. Het is van 1979 tot 2005 bij de Nederlandse krijgsmacht in gebruik geweest.

## Beschrijving

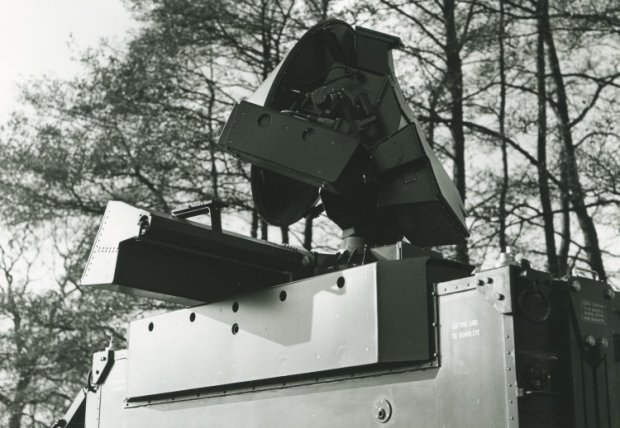
Detail van de radarantennes van een HSA Flycatcher-radar voor de geleiding van Bofors 40L70G luchtdoelmitrailleurs.

De functie van het systeem is het opsporen en volgen van luchtdoelen en het bepalen van het richtpunt van de aangesloten wapens.
Het systeem is gebouwd in een standaard militaire container, een zogenoemde shelter van Fokker, die een algemene licentie voor ontwerpen en bouwen van shelters had van 'Craig Systems'. Deze is gemonteerd op een luchtgeveerd chassis (mobiliser) van Craig Systems en wordt getrokken door een viertons militaire vrachtwagen.  Op het chassis is ook een aggregaat geplaatst voor de stroomvoorziening. Op het dak staan de rondzoek- en doelvolgradar. Tijdens transport worden beide radarantennes weggeklapt in de shelter. De radar kan maximaal drie wapens (kanonnen of raketlanceerinstallaties) besturen. Deze worden via een standaard militaire veldtelefoonkabel (WD-1/TT) aangesloten over een maximale afstand van ca. 800 meter. Meestal is de Flycatcher gekoppeld aan twee of drie kanonnen van het type Bofors 40L70.
Het toestel is voorzien van een automatisch ondervragingssysteem om te bepalen of een vliegtuig vijandig is (Identification friend or foe).
Bij het bepalen van het trefpunt wordt rekening gehouden ballistische eigenschappen van de munitie, de aanvangssnelheid van de projectielen en atmosferische omstandigheden zoals temperatuur, luchtdruk, windsnelheid en -richting. Windgegevens kan de Flycatcher zelfstandig bepalen door met de radar een weerballon te volgen. In de verwarmde en airconditioned shelter is plaats voor twee bedienaars. De reactietijd van het systeem is 3-4,5 seconde.

## Specificaties

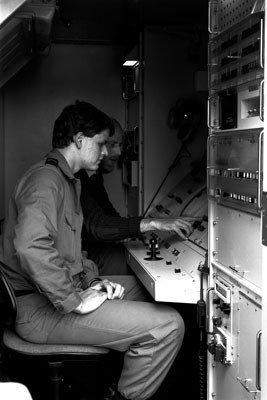
Flycatcher-radar, interieur

| Kenmerk                             | Waarde                     |
| ----------------------------------- | -------------------------- |
| Massa                               | 2750 kg                    |
| Bereik                              | 300 m - 20 km              |
| Zoekradar frequentie                | I/J-band                   |
| Doelvolgradar frequentie            | K-band                     |
| Zoekradar type                      | Slotted waveguide          |
| Doelvolgradar type                  | Pencil                     |
| Rotatiesnelheid                     | 60 tpm                     |
| MTI                                 | 30 dB                      |
| Bundelbreedte zoekradar horizontaal | 1,4°                       |
| Bundelbreedte zoekradar verticaal   | 30°                        |
| Bundelbreedte volgradar             | 4,2°                       |
| Zendvermogen                        | 160 W gemiddeld            |
| Energieverbruik                     | 400 V 50 Hz ongeveer 2 kVA |

## Ontwikkelingsgeschiedenis
De Flycatcher is de opvolger van de HSA L4/5 radar. De radar is ontwikkeld vanuit de Caesar CA1 radar van de PRTL. Het systeem deelt tevens componenten met het Goalkeeper wapensysteem, dat in gebruik is op schepen van de Koninklijke Marine.
De eerste en grootste serie betreft de MkI, die werd geïntroduceerd in 1979. De prijs bedroeg ca. 8 miljoen gulden per stuk. In 1990 werd een verbeterprogramma doorgevoerd. De verbeteringen betroffen onder meer tegenmaatregelen tegen elektronische radarstoring (ECCM), een onafhankelijke K-band puls-Doppler volgradar en een tv-camera waarmee doelen gevolgd kunnen worden zonder radarsignalen uit te zenden.
De recentere MkII is een doorontwikkeling en heeft een iets andere opbouw. Hij bestaat uit twee aparte shelters op één aanhangwagenchassis: een voor de technische componenten van de radar en een voor het bedienend personeel. Deze radars zijn geleverd aan Venezuela waar ze geïntegreerd zijn met 40 mm-kanonnen en de Rafael Barak 1 luchtdoelraket. Er is ook een systeem geleverd aan Duitsland.

## Gebruik bij de Nederlandse krijgsmacht
De Flycatcher is zowel bij Koninklijke Landmacht als Koninklijke Luchtmacht in gebruik geweest.

### Koninklijke Luchtmacht
De Luchtmacht voerde de Flycatcher in 1979 in ter verdediging van de Nederlandse vliegvelden. Voor die tijd was de KLu aangewezen op de Landmacht voor de verdediging van de vliegvelden. Dit gebeurde in combinatie met Hawk raketten voor de middellange afstand. In totaal kreeg de Luchtmacht de beschikking over 25 systemen, verdeeld over zeven squadrons (610 t/m 670 Sq.). Deze beveiligden de vliegbases Volkel, De Peel, Eindhoven, Gilze-Rijen, Leeuwarden, Soesterberg en Twenthe, en de militaire vluchtleiding te Nieuw-Milligen. Elke eenheid beschikte over drie of vier Flycatcher vuurleidingssystemen waaraan per systeem drie 40L70 luchtdoelkanonnen zijn gekoppeld.
Om voldoende radarzicht en reactietijd te hebben, werden de toestellen in eerste instantie buiten de vliegbases opgesteld. Deze stellingen moesten echter ook steeds bewaakt worden. Later werden de toestellen daarom opgesteld op de vliegvelden zelf, waar nodig op een heuvel en voorzien van een voorgelegen dekking.
Tussen 1993 en 1995 ondergingen de Flycatchers van de Luchtmacht een verbeterprogramma ter waarde van 45 miljoen gulden.

### Koninklijke Landmacht
Voor de luchtverdediging van statische objecten beschikte de Koninklijke Landmacht in de jaren 1980 nog over de verouderde HSA L4/5 radar. Lange tijd is er in de politiek en binnen Defensie gepraat over welk systeem aangeschaft diende te worden ter vervanging. Omdat de Koninklijke Luchtmacht goede ervaringen en om te standaardiseren koos men uiteindelijk voor de Flycatcher. Het systeem werd in 1991 ingevoerd. Om personeel te besparen gebruikte de Landmacht twee kanonnen per radar. Om toch voldoende vuurkracht te hebben, werden de kanonnen opgewaardeerd tot een vuursnelheid van 300 schoten per minuut, kwam er effectievere munitie met een nabijheidsbuis en een automatische meting van de aanvangssnelheid van de projectielen. Deze uitvoering kreeg de type-aanduiding 40L70G (gemoderniseerd).
In totaal beschikte de Landmacht over 27 radarsystemen (en drie reserve), verdeeld over 3 batterijen luchtdoelartillerie, te weten: 105, 115 en 125 Luchtdoelartilleriebatterij. Hiervan was 105 Luabt paraat gesteld en waren 115 en 125 Luabt mobiliseerbaar. De kosten van invoering bedroegen destijds 240 miljoen gulden.

### Inzet
De Flycatcher met 40L70-kanonnen van de Koninklijke Luchtmacht zijn ingezet rond het vliegveld van Villafranca di Verona in Italië tijdens de VN-operatie UNPROFOR in Bosnië-Herzegowina.
Andere gebruikers zijn: India (120 in licentie gebouwd door Bharat Electronics Limited), Thailand (18-22 stuks), Turkije en Venezuela.

### Uitfasering
Als gevolg van bezuinigingen die aangekondigd werden in de Defensienota 2000 zijn de systemen in 2002 uitgefaseerd bij de luchtmacht en in 2005 bij de Landmacht.
De Groepen Geleide Wapens van de Luchtmacht en de Luchtdoelartillerie van de Landmacht zijn gezamenlijk verder gegaan als Defensie Grondgebonden Luchtverdedigingscommando.
De taak van de nabijverdediging is overgenomen door het Fennek Stinger weapon platform en de NASAMS.
De overtollige radartoestellen met de bijbehorende stukken artillerie zijn verkocht aan Jordanië (als onderdeel van de overeenkomst tot verkoop van 60 stuks Cheetah PRTL) en aan Ierland.